# Bois d'Hubermont, Bois d'Antoing en Bois de Leuze
Bois d'Hubermont, Bois d'Antoing en Bois de Leuze is een aaneengesloten bos in de streek Pays des Collines (gemeentes Elzele en Frasnes-lez-Anvaing) in de provincie Henegouwen in Wallonië. Het bos- en natuurgebied ligt op een heuveltop (137 m) en is erkend als 'Site de Grand Intérêt Biologique' (SGIB578 Bois d'Hubermont/SGIB 577 Bois d'Antoing/SGIB 576 Bois de Leuze) door het Waals Gewest. Het Bois d'Hubermont is 126,2 ha groot, het Bois d'Antoing 70,07 ha en het Bois de Leuze 62,75 ha. Het bosgebied is Europees beschermd als deel van het Natura 2000-gebied 'Vallées de la Dendre et de la Marcq' (BE32005).

## Afbeeldingen

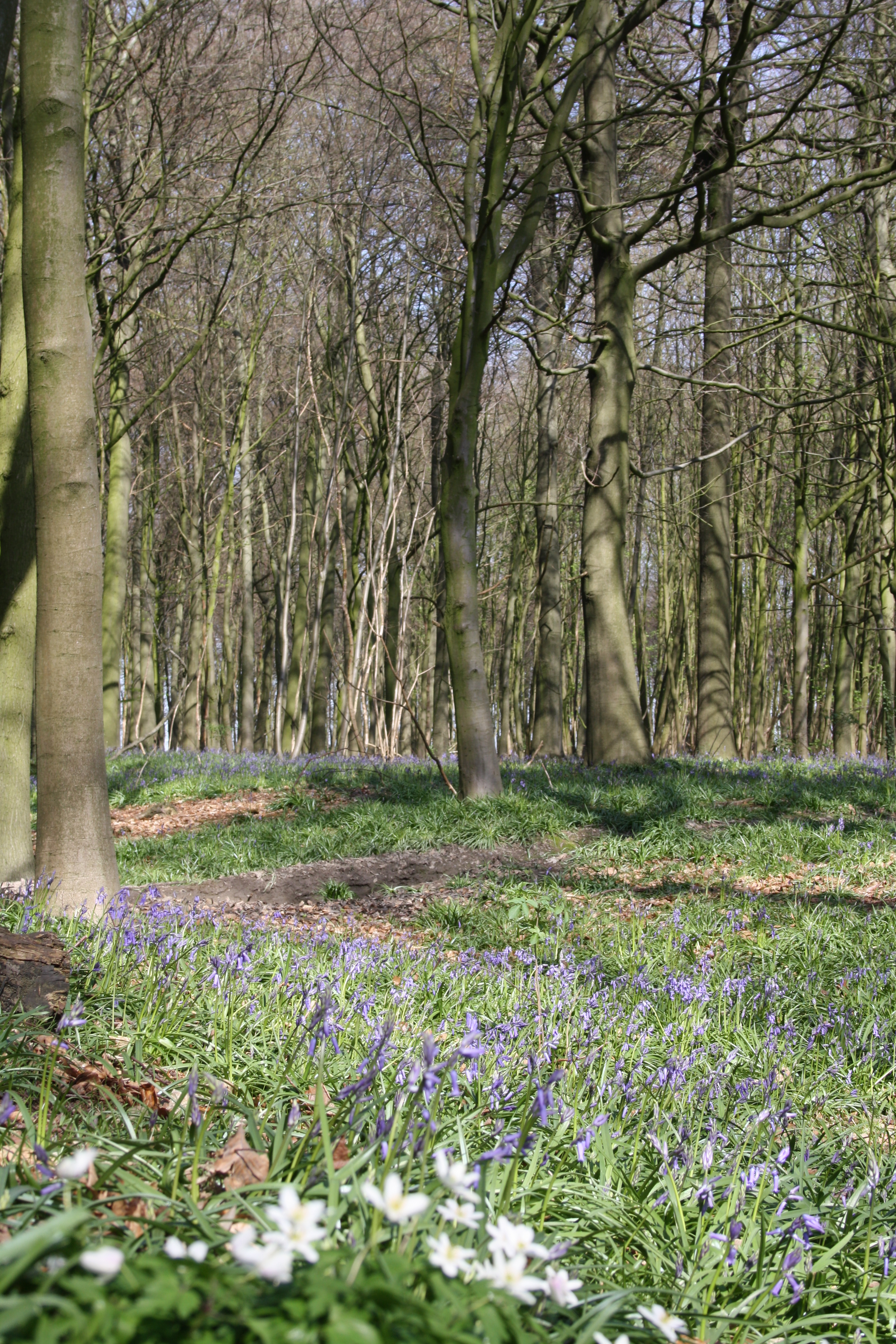
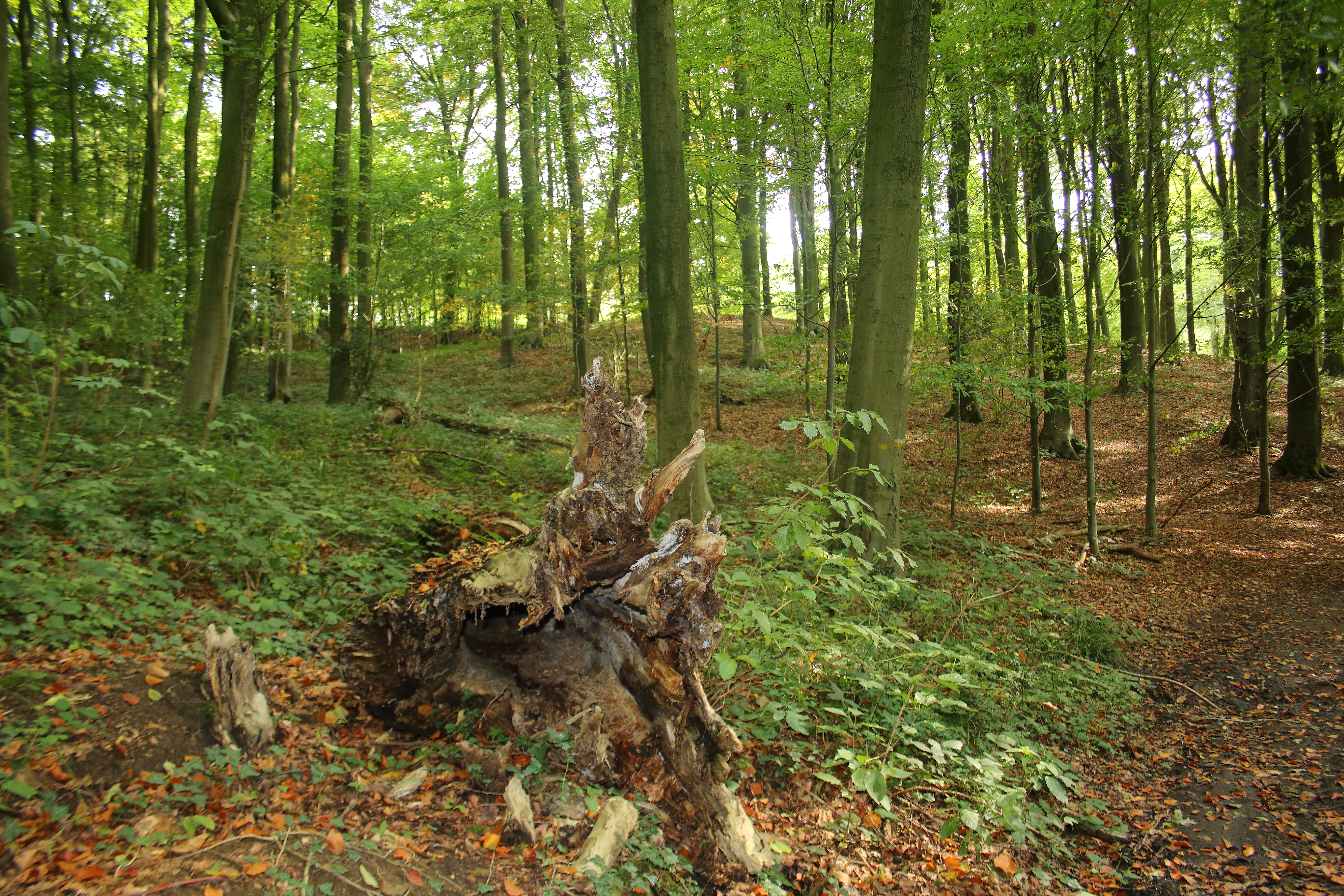
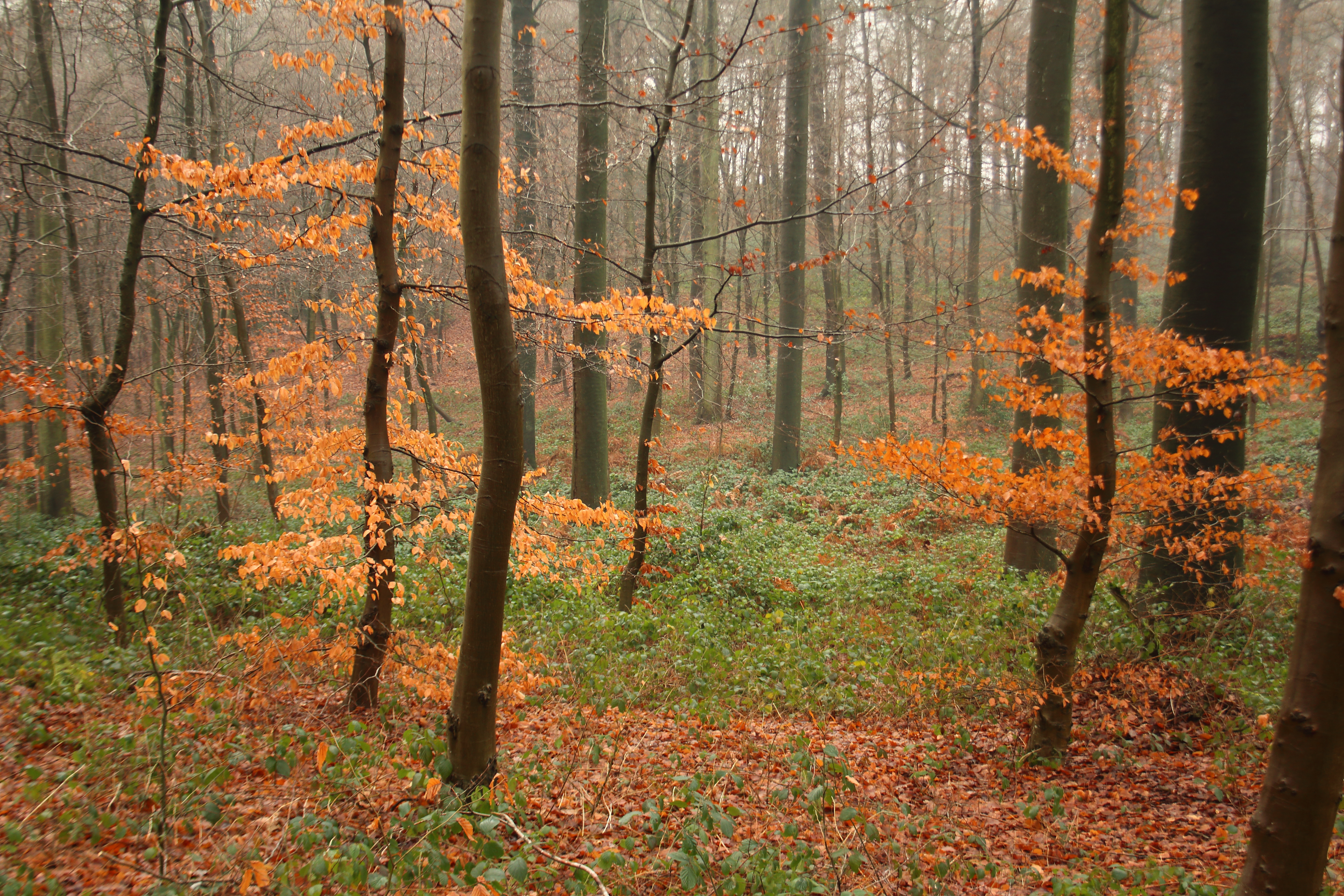
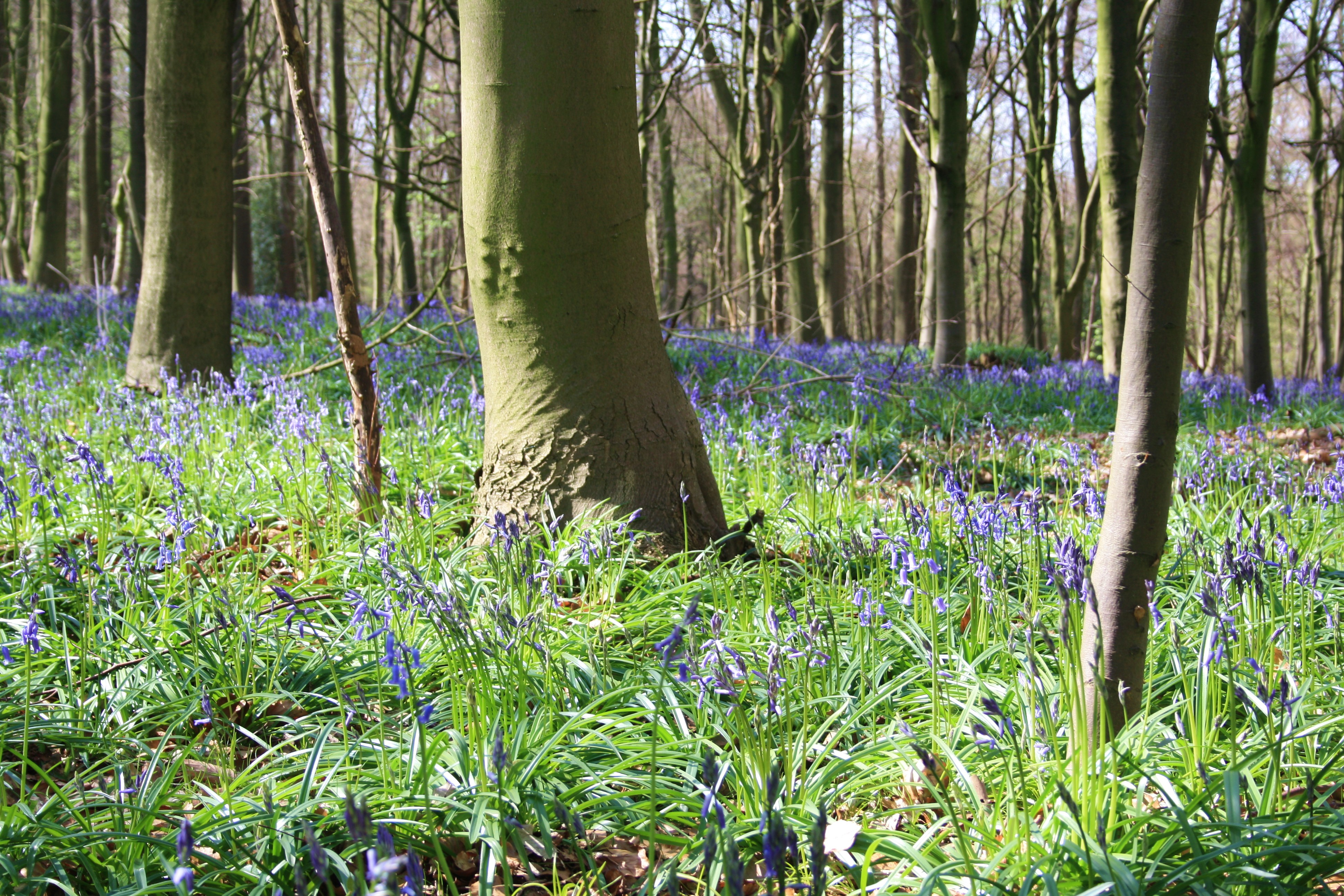
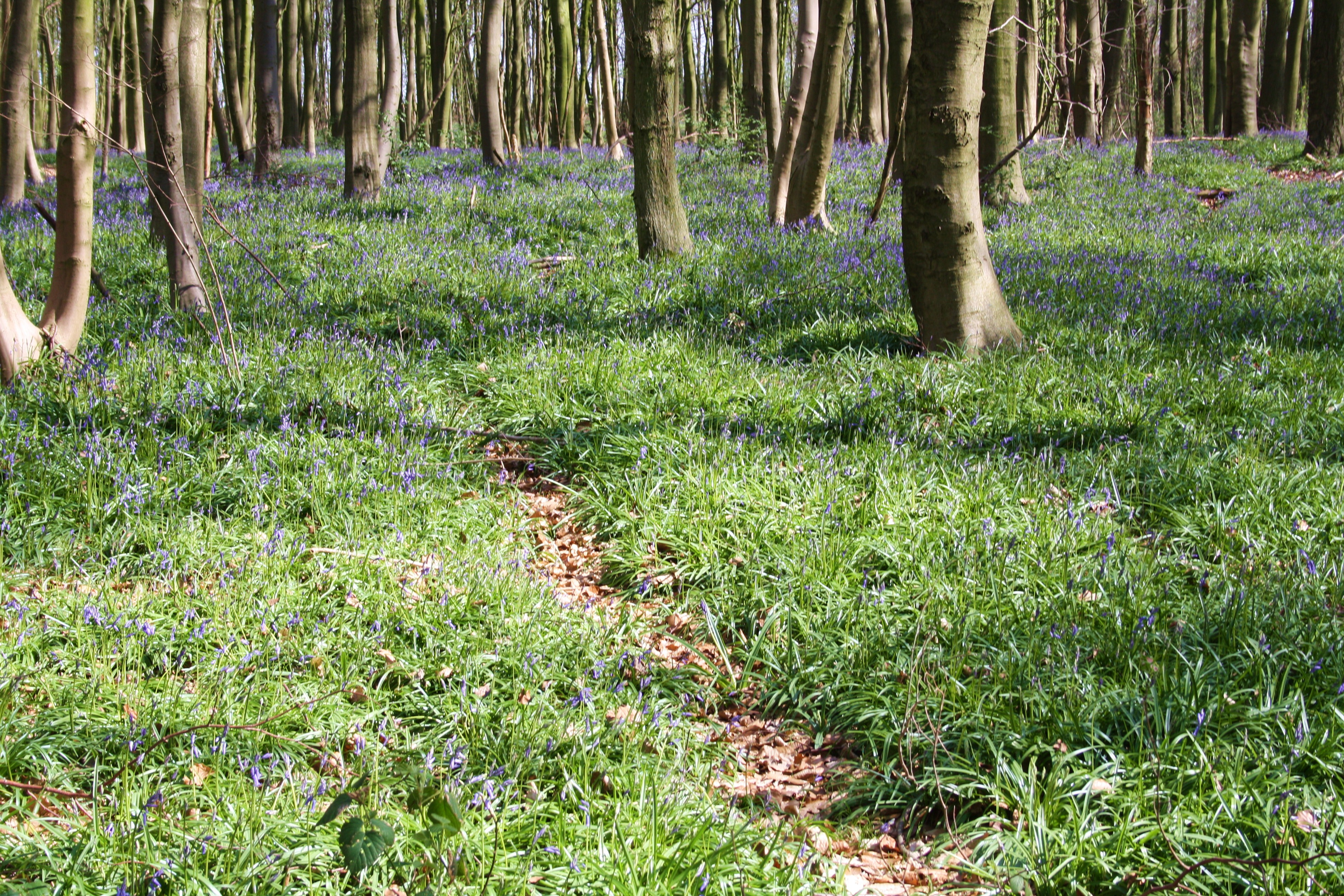
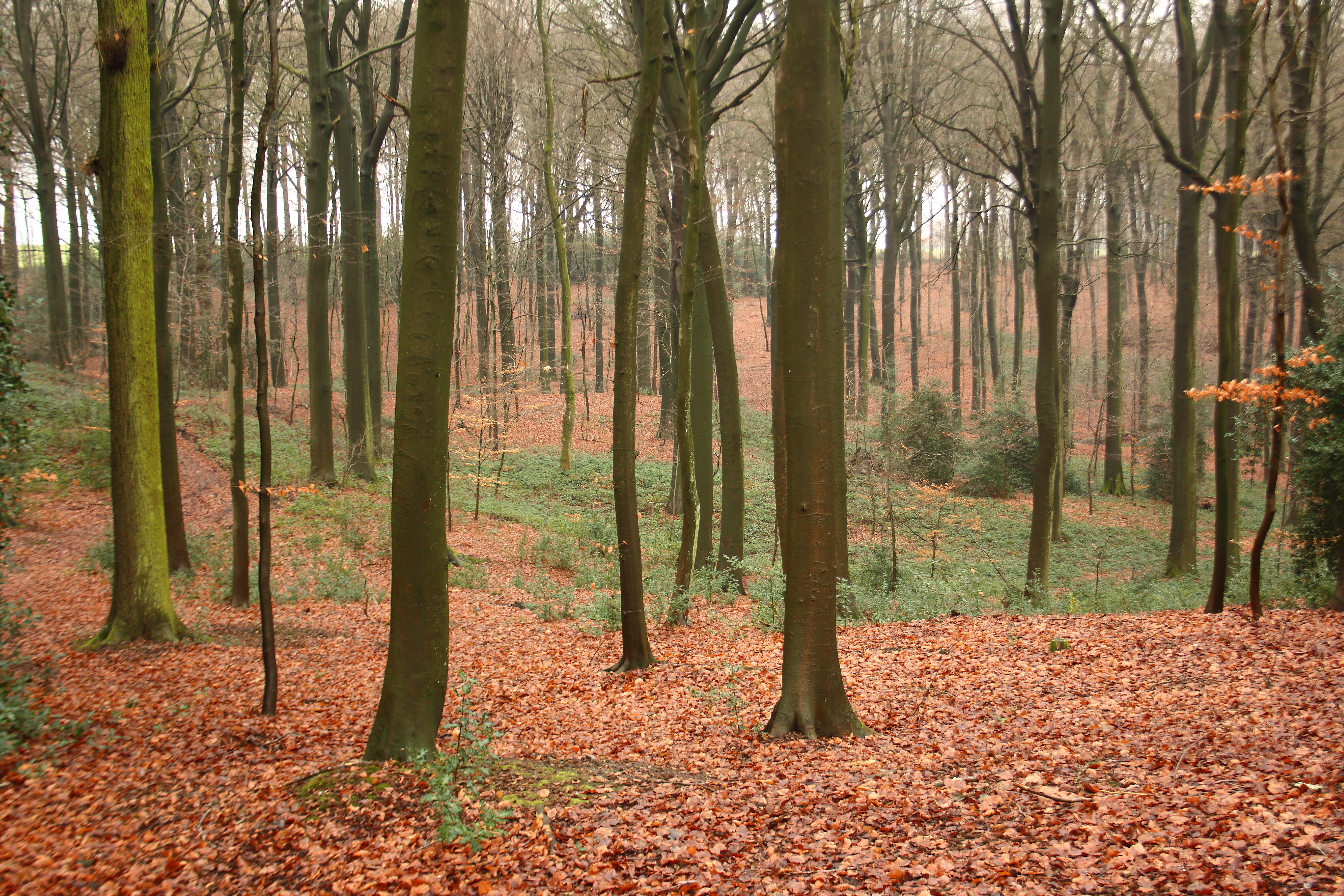
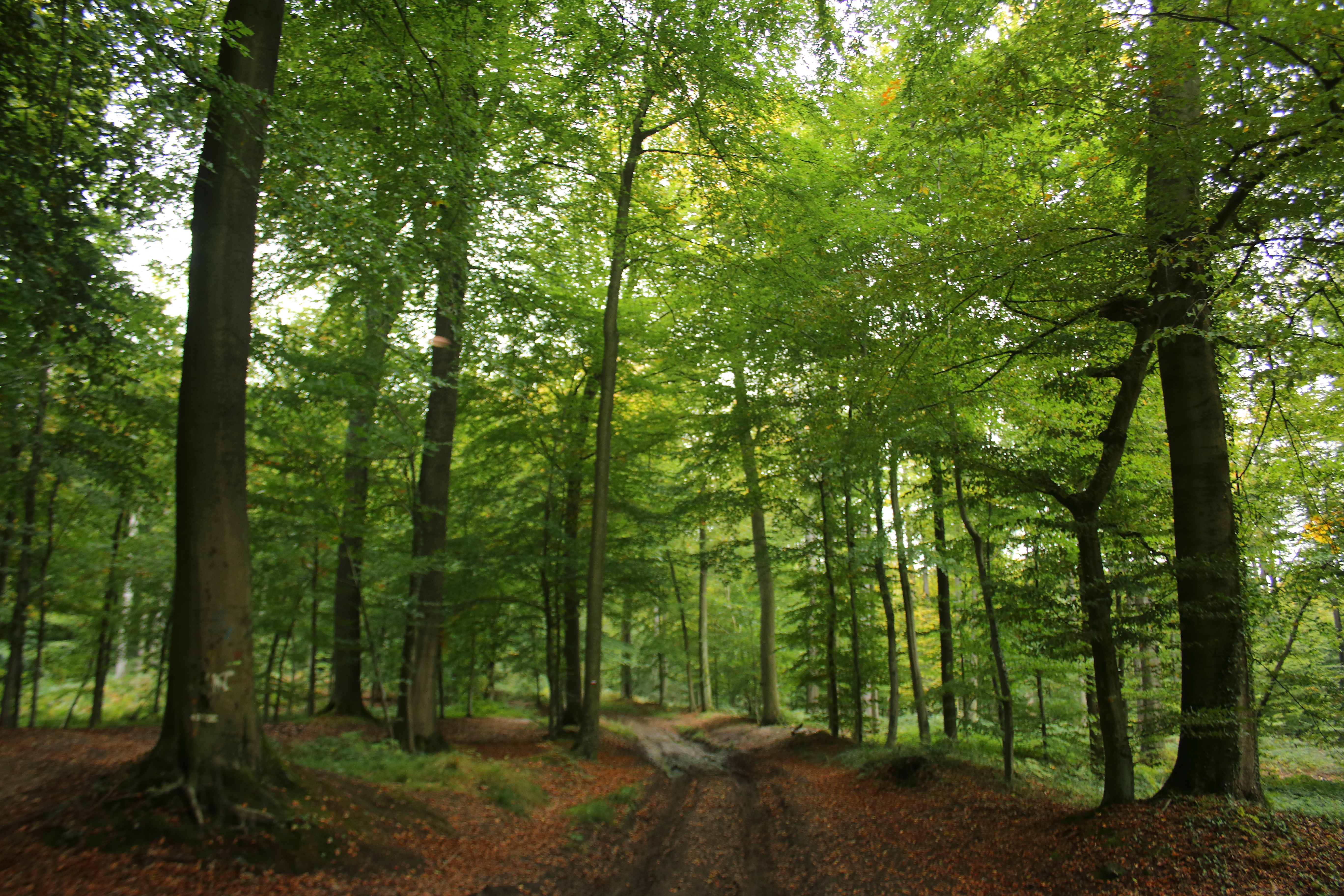

## Fauna en flora
Het bos is een Atlantisch beukenbos (hier en daar ook wat eik, kastanje en es) met tapijten van voorjaarsbloeiers als bosanemoon en wilde hyacint en ondergroei van hulst, wilde lijsterbes en adelaarsvaren. In het Bois d'Hubermont, Bois d'Antoing en Bois de Leuze nestelen buizerd, wespendief, torenvalk en havik (het meest westelijke broedkoppel haviken van Wallonië). Er leven verder rode wouw, ransuil, bosuil, kleine bonte specht, groene specht, goudhaan, zwarte roodstaart, appelvink, zwarte mees, glanskop, matkop, staartmees,... Aan de bosrand nestelen spotvogel, bosrietzanger, boompieper, grauwe vliegenvanger,... Er bloeit hulst, slanke sleutelbloem, vingerhoedskruid, knopig helmkruid, blauwe bosbes, struikhei, kleine maagdenpalm, boswederik, bittere veldkers,... In het bos komen ook kamsalamander, alpenwatersalamander, vos, ree,... voor.